# Lamingtoniidae
Lamingtoniidae là một họ bọ Cánh cứng trong phân bộ Polyphaga.